# Жозе Алтафини
Жозе Жоао Алтафини (итал. José João Altafini; Пирасикаба, 24. јул 1938), познат по надимку Мацола (итал. Mazzola), је бивши италијанско−бразилски фудбалер, који је играо на позицији нападача. Један од најпознатијих ориундоса, односно људи из Јужне Америке који су имали италијанске корене и, након што су се преселили у Италију, добили држављанство ове земље.
Пре свега, познат је по својим наступима за клубове Милан, Јувентус и Наполи, као и за репрезентације Бразила и Италије.
Четвороструки шампион Италије. Победник Купа европских шампиона. Као део репрезентације, био светски шампион 1958. године.

## Биографија

### Клупска каријера
Дебитовао је 1954. године, играјући за клуб „15. новембар − XV новембар“, у којем је провео две сезоне наступајући у 30 првенствених утакмица.
Током периода од 1956. до 1958. бранио је боје клуба Палмеирас.
Својим играма за Палмеирас, привукао је пажњу стручног штаба Милана, коме се придружио 1958. године. За „росонере“ је играо наредних седам сезона у играчкој каријери. Већину времена проведеног у Милану био је стандардни првотимац у нападачкој линији тима. У тиму „Милана“ био је један од најбољих стрелаца тима, са просечним учинком од 0,59 голова по првенственој утакмици. Освојио је два првенства Италије и једну титулу првака Европе.
Године 1965. потписао је уговор са клубом Наполи, у којем је провео наредних седам година своје играчке каријере. Док је играо за Наполи, углавном је био стандардни првотимац. Био је међу најбољим стрелцима, постижући просечно барем један гол у свакој трећој утакмици првенства.
Касније, од 1972. до 1979. године, играо је за Јувентус и Кјасо. Као део екипе Јувентуса, два пута је освојио италијанско првенство.
Професионалну играчку каријеру завршио је у нижелигашком клубу Швајцарске, Мендризију, за који је играо током сезоне 1979/80.

### Репрезентативна каријера
Године 1957. дебитовао је у званичним утакмицама за репрезентацију Бразила. Током каријере у националном тиму, која је трајала само две године, одиграо је 14 утакмица за државни тим, постигавши 9 голова, и био је учесник Светског првенства 1958. у Шведској, освојивши титулу светског шампиона те године.
Већ као део репрезентације Италије учествовао је на Светском првенству 1962. у Чилеу, где су његови бивши саиграчи, Бразилци, поново славили победу.

## Трофеји

### Клупски
- Првак Серије А: Милан: 1958/59, 1961/62: Јувентус: 1972/73, 1974/75.
- Куп европских шампиона: 1963.

### Репрезентација
- Светско првенство: 1958 (са Бразилом).

### Индивидуални
- Најбољи стрелац Серије А (22 голова): 1962
- Најбољи стрелац Купа европских шампиона (14 голова, рекорд): 1963.
- Најбољи стрелац Купа Италије: 1961.